# Rhynchosia malacophylla
Rhynchosia malacophylla är en ärtväxtart som först beskrevs av Spreng., och fick sitt nu gällande namn av Wenceslas Bojer. Rhynchosia malacophylla ingår i släktet Rhynchosia och familjen ärtväxter. Inga underarter finns listade i Catalogue of Life.